# Рикардо Нунеш
Рикардо Нунеш е южноафрикански футболист, национал, ляв бек. Роден е 18 юни 1986 г. в Йоханесбург.

## Кариера
Рикардо е роден в Йоханесбург, ЮАР в семейството на португалци. Семейството му се връща с родината, където той започва кариерата си като футболист в местния Ещорил. На 16 години преминава в школата на гранда Бенфика, а през 2005 година дебютира и за втория отбор записвайки 23 мача. Впоследствие напуска и заиграва в Кипър последователно в отборите на АЕ Пафос, Арис Лимасол и Олимпиакос Никозия. През 2010 г. се връща в родината си подписвайки с местния Трофензе. Там изкарва един сезон преди да премине в друг португалски клуб - Портимонензе. В края на 2011 г. напуска и в началото на 2012 подписва с Жилина. Със словашкия отбор изиграва 51 мача за 2 години преди да напусне в края на 2013 г. На 20 февруари 2014 г. подписва за 1 година и половина с Левски (София).

## Международна кариера
Въпреки че е роден в ЮАР, Нунеш записва мачове за юношеските гарнитури на Португалия до 17 г. През 2012 г. обаче е извикан в националния отбор на ЮАР след като ФИФА дава разрешение за това. Нунеш прави своя дебют в приятелски мач срещу Полша на 12 октомври 2012 г.